# 大分県議会
大分県議会（おおいたけんぎかい）は、大分県の地方議会である。

## 概要

### 任期
4年。議会が解散されれば、その時点で失職する。現職議員の任期満了は2023年4月29日。

### 定数
43名

### 選出方法
大分県内を16区の選挙区に分け、中選挙区制（定数 2-13名）及び小選挙区制（定数 1名）による選挙を実施。

### 所在地
- 大分県大分市大手町3丁目1番1号[注 1]

### 事務局
県議会を補助する事務組織として、事務局が置かれている。
- 総務課
- 議事課
- 政策調査課

## 選挙区・選出議員
| 選挙区         | 定数 | 選出議員名（所属会派） | 選出議員名（所属会派） | 選出議員名（所属会派） |
| -------------- | ---- | ---------------------- | ---------------------- | ---------------------- |
| 大分市         | 13   | 麻生栄作（自民）       | 穴見憲昭（自民）       | 阿部英仁（自民）       |
| 大分市         | 13   | 木田昇（県民）         | 後藤慎太郎（自民）     | 澤田友広（公明）       |
| 大分市         | 13   | 首藤健二郎（自民）     | 堤栄三（共産）         | 福崎智幸（県民）       |
| 大分市         | 13   | 三浦由紀（維新）       | 御手洗朋宏（県民）     | 守永信幸（県民）       |
| 大分市         | 13   | 吉村哲彦（公明）       |                        |                        |
| 別府市         | 5    | 猿渡久子（共産）       | 嶋幸一（自民）         | 戸高賢史（公明）       |
| 別府市         | 5    | 原田孝司（県民）       | 桝田貢（自民）         |                        |
| 中津市         | 3    | 今吉次郎（自民）       | 大友栄二（自民）       | 吉村尚久（県民）       |
| 日田市         | 3    | 井上明夫（自民）       | 岡野涼子（自民）       | 中野哲朗（自民）       |
| 佐伯市         | 3    | 清田哲也（自民）       | 成迫健児（県民）       | 御手洗吉生（自民）     |
| 臼杵市         | 2    | 志村学（自民）         | 高橋肇（県民）         |                        |
| 津久見市       | 1    | 古手川正治（自民）     |                        |                        |
| 竹田市         | 1    | 宮成公一郎（自民）     |                        |                        |
| 豊後高田市     | 1    | 佐藤之則（無所属）     |                        |                        |
| 杵築市         | 1    | 阿部長夫（自民）       |                        |                        |
| 宇佐市         | 3    | 末宗秀雄（志士）       | 元吉俊博（自民）       | 若山雅敏（県民）       |
| 豊後大野市     | 2    | 玉田輝義（県民）       | 森誠一（自民）         |                        |
| 由布市         | 2    | 太田正美（自民）       | 二ノ宮健治（県民）     |                        |
| 国東市・姫島村 | 1    | 木付親次（自民）       |                        |                        |
| 日出町         | 1    | 三浦正臣（自民）       |                        |                        |
| 九重町・玖珠町 | 1    | 小川克巳（自民）       |                        |                        |

- 2023年6月時点。
- 同一選挙区選出議員の並びは五十音順[6]。

## 会派
| 会派名       | 議員数 | 党派                              | 女性議員数 | 女性議員の比率(%) |
| ------------ | ------ | --------------------------------- | ---------- | ----------------- |
| 自由民主党   | 24     | 自由民主党                        | 1          | 4.17              |
| 県民クラブ   | 11     | 立憲民主党5・国民民主党1・無所属5 | 0          | 0                 |
| 公明党       | 3      | 公明党                            | 0          | 0                 |
| 日本共産党   | 2      | 日本共産党                        | 1          | 50                |
| 志士の会     | 1      | 無所属                            | 0          | 0                 |
| 無所属の会   | 1      | 無所属                            | 0          | 0                 |
| 日本維新の会 | 1      | 日本維新の会                      | 0          | 0                 |
| 合計         | 43     |                                   | 2          | 4.65              |

- 2023年6月時点[7]

## 役員・委員会

### 正副議長
- 議長：元𠮷俊博（自由民主党）
- 副議長：木付親次（自由民主党）[8]

### 委員会
6つの常任委員会、議会運営委員会及び特別委員会を設置している。特別委員会としては、予算議案を審議する予算特別委員会、決算議案を審議する決算特別委員会等が設けられている。
| 種別           | 委員会名               | 委員数 | 委員長             | 会派別委員数 | 会派別委員数 | 会派別委員数 | 会派別委員数 | 会派別委員数 | 会派別委員数 | 会派別委員数 |
| 種別           | 委員会名               | 委員数 | 委員長             | 自民         | 県民         | 公明         | 共産         | 維新         | 諸派         | 欠員         |
| -------------- | ---------------------- | ------ | ------------------ | ------------ | ------------ | ------------ | ------------ | ------------ | ------------ | ------------ |
| 議会運営委員会 | 議会運営委員会         | 13     | 御手洗吉生（自民） | 8            | 4            | 1            | 0            | 0            | 0            | 0            |
| 常任委員会     | 総務企画委員会         | 7      | 小川克己（自民）   | 4            | 2            | 1            | 0            | 0            | 0            | 0            |
| 常任委員会     | 福祉保健生活環境委員会 | 8      | 今吉次郎（県民）   | 4            | 2            | 0            | 1            | 1            | 0            | 0            |
| 常任委員会     | 商工観光労働企業委員会 | 7      | 清田哲也（自民）   | 4            | 1            | 1            | 0            | 0            | 1            | 0            |
| 常任委員会     | 農林水産委員会         | 7      | 阿部長夫（自民）   | 4            | 2            | 0            | 0            | 0            | 1            | 0            |
| 常任委員会     | 土木建築委員会         | 7      | 太田正美（自民）   | 4            | 2            | 1            | 0            | 0            | 0            | 0            |
| 常任委員会     | 文教警察委員会         | 7      | 森誠一（自民）     | 4            | 2            | 0            | 1            | 0            | 0            | 0            |

- 常任委員会及び議会運営委員会の委員の任期は、選任の日から翌年の第1回定例会の最終日の前日まで。ただし、後任が選任されるまで在任する[9]。

## 議会運営
- 3名以上の議員を擁する会派を交渉団体とし、代表質問権や議会運営委員選出権は交渉団体にのみ認める。[要出典]
- 一般質問は答弁を除き1人30分以内で答弁を含めておおむね60分以内。代表質問は毎年第1回定例会（県議の改選の年は第2回定例会）で行われ、答弁を除き50分以内で再質問は行わない（2016年（平成28年）より第3回定例会においても代表質問を行い、質問時間は答弁を除き30分以内で再質問は行わない）。[要出典]

## 主な大分県議会議員出身者

### 議員・その他（現職）

#### 衆議院議員
- 岩屋毅 - 第153代外務大臣、第19代防衛大臣

#### 参議院議員
- 衛藤晟一 - 元衆議院議員、元大分市議会議員
- 吉田忠智 - 元参議院議員、元社会民主党党首

#### 首長
- 佐々木敏夫 - 豊後高田市長
- 土居昌弘 - 竹田市長
- 田中利明 - 佐伯市長

### 議員・その他（元職）

#### 衆議院議員
- 釘宮磐 - 元衆議院議員、元参議院議員、前大分市長
- 佐藤文生 - 第46代郵政大臣、元衆議院議員
- 佐藤錬 - 元衆議院議員
- 重野安正 - 元衆議院議員
- 仲道俊哉 - 元参議院議員
- 羽田野忠文 - 元衆議院議員
- 村山富市 - 第81代内閣総理大臣、元衆議院議員、元大分市議会議員
- 山口半七 - 元衆議院議員、元大分県会議長

#### 首長
- 浜田博 - 元別府市長
- 後藤國利 - 元臼杵市長、元大分県会議長、うすき製薬元社長、コアラ元会長
- 首藤勝次 - 元竹田市長